# فرنسیس سوارز
فرنسیس سوارز (انگلیسی: Francis X. Suarez؛ زادهٔ ۶ اکتبر ۱۹۷۷) سیاست‌مدار و وکیل آمریکایی است که هم‌اکنون به عنوان ۴۳مین شهردار میامی مشغول به کار است. او در انتخابات سال ۲۰۱۷ با ۸۶ درصد از آرا به این سمت انتخاب شد. سوارز نخستین شهردار متولد میامی است. او در حزب جمهوریخواه ثبت نام کرده ولی منصب شهردار میامی غیرحزبی است. او پیشتر عضو کمیسیون شهر میامی بود. سوارز پسر هاویر سوارز شهردار سابق میامی و کمیسیونر سابق میامی-دید است.